# Remo en los Juegos Mediterráneos de 2009
La competición de remo en los Juegos Mediterráneos de 2009 se realizó en el canal de regatas del lago de Bomba de la ciudad de Pescara (Italia) entre el 26 y el 28 de junio de 2009.

## Resultados

### Masculino
| Evento                          | Oro                                                             | Plata                                             | Bronce                                              |
| ------------------------------- | --------------------------------------------------------------- | ------------------------------------------------- | --------------------------------------------------- |
| Scull ind. M1X (28.06)          | Ioannis Christou · Grecia · 7:03,05                             | Mario Vekić · Croacia · 7:05,81                   | Romano Battisti · Italia · 7:12,56                  |
| Doble scull M2X (28.06)         | Julien Bahain Cédric Barrest Francia 6:21,86                    | Luka Špik Jan Špik Eslovenia 6:24,41              | Simone Raineri · Matteo Stefanni · Italia · 6:27,83 |
| Dos sin timonel M2- (28.06)     | Apostolos Gkountoulas · Nikolaos Gkountoulas · Grecia · 6:38,42 | Germain Chardin Dorian Mortelette Francia 6:39,35 | Goran Jagar Nikola Stojić Serbia 6:41,22            |
| Scull ind. ligero LM1X (28.06)  | Vasileios Polymeros · Grecia · 7:02,85                          | Lorenzo Bertini · Italia · 7:06,42                | Maxime Goisset Francia 7:10,94                      |
| Doble scull ligero LM2X (28.06) | Jérémie Azou Frééric Dufour Francia 6:28,36                     | Elia Luini · Marcello Miani · Italia · 6:31,04    | Jure Cvet Matevž Malešič Eslovenia 6:34,86          |

### Femenino
| Evento                          | Oro                                                                | Plata                                      | Bronce                                          |
| ------------------------------- | ------------------------------------------------------------------ | ------------------------------------------ | ----------------------------------------------- |
| Scull ind. M1X (28.06)          | Nuria Domínguez Asensio · España · 7:53,46                         | Elizabetta Sancassani · Italia · 7:57,00   | Marion Rialet Francia 8:12,48                   |
| Scull ind. ligero LW1X (28.06)  | Alexandra Tsiavou · Grecia · 7:50,81                               | Laura Miloani · Italia · 7:52,84           | Mirna Rajle Brođanac · Croacia · 7:53,84        |
| Doble scull ligero LW2X (28.06) | Christina Giazitzidou · Triantafyllia Kalampoka · Grecia · 7:12,63 | Elise Maurin Coralie Simon Francia 7:17,84 | Erika Mai · Carola Tamboloni · Italia · 7:28,65 |

## Medallero
| Núm. | País      | Oro | Plata | Bronce | Total |
| ---- | --------- | --- | ----- | ------ | ----- |
| 1    | Grecia    | 5   | 0     | 0      | 5     |
| 2    | Francia   | 2   | 2     | 2      | 6     |
| 3    | España    | 1   | 0     | 0      | 1     |
| 4    | Italia    | 0   | 4     | 3      | 7     |
| 5    | Croacia   | 0   | 1     | 1      | 2     |
| 5    | Eslovenia | 0   | 1     | 1      | 2     |
| 7    | Serbia    | 0   | 0     | 1      | 1     |
|      | TOTAL     | 8   | 8     | 8      | 24    |

- Datos: Q6105306